# العلاقات الفيجية اللاتفية
العلاقات الفيجية اللاتفية هي العلاقات الثنائية التي تجمع بين فيجي ولاتفيا.

## مقارنة بين البلدين
هذه مقارنة عامة ومرجعية للدولتين:
| وجه المقارنة                                              | فيجي                                                                 | لاتفيا                                             |
| --------------------------------------------------------- | -------------------------------------------------------------------- | -------------------------------------------------- |
| المساحة (كم2)                                             | 18.27 ألف                                                            | 64.59 ألف                                          |
| عدد السكان (نسمة)                                         | 915.30 ألف                                                           | 1.93 مليون                                         |
| الكثافة السكانية (ن./كم²)                                 | 50.1                                                                 | 29.88                                              |
| العاصمة                                                   | سوفا                                                                 | ريغا                                               |
| اللغة الرسمية                                             | لغة إنجليزية، اللغة الفيجية، اللغة الفيجي الهندية، اللغة الهندستانية | اللغة اللاتفية                                     |
| العملة                                                    | دولار فيجي                                                           | يورو، لاتس لاتفي، الروبل اللاتفي ‏، الروبل اللاتفي ‏ |
| الناتج المحلي الإجمالي (بليون دولار)                      | 5.06 مليار                                                           | 30.26 مليار                                        |
| الناتج المحلي الإجمالي (تعادل القوة الشرائية) بليون دولار | 8.32 مليار                                                           | 49.24 مليار                                        |
| الناتج المحلي الإجمالي الاسمي للفرد دولار أمريكي          | 4.96 ألف                                                             | 14.06 ألف                                          |
| الناتج المحلي الإجمالي للفرد دولار أمريكي                 | 8.79 ألف                                                             | 23.55 ألف                                          |
| مؤشر التنمية البشرية                                      | 0.727                                                                | 0.819                                              |
| رمز المكالمات الدولي                                      | +679                                                                 | +371                                               |
| رمز الإنترنت                                              | .fj                                                                  | .lv                                                |
| المنطقة الزمنية                                           | ت ع م+12:00                                                          | ت ع م+02:00، ت ع م+03:00، أوروبا/ريغا ‏             |

## منظمات دولية مشتركة
يشترك البلدان في عضوية مجموعة من المنظمات الدولية، منها:
| علم المنظمة | اسم المنظمة                               | تاريخ انضمام فيجي | تاريخ انضمام لاتفيا |
| ----------- | ----------------------------------------- | ----------------- | ------------------- |
|             | المنظمة الهيدروغرافية الدولية             | ?                 | ?                   |
|             | الاتحاد البريدي العالمي                   | ?                 | ?                   |
|             | يونسكو                                    | 14 يوليو 1983     | 9 يوليو 1951        |
|             | البنك الدولي للإنشاء والتعمير             | 28 مايو 1971      | 11 أغسطس 1992       |
|             | منظمة التجارة العالمية                    | ?                 | 1999                |
|             | وكالة ضمان الاستثمار متعدد الأطراف        | 24 سبتمبر 1990    | 21 أغسطس 1998       |
|             | الاتحاد الدولي للاتصالات                  | 5 مايو 1971       | 11 ديسمبر 1921      |
|             | منظمة الشرطة الجنائية الدولية             | ?                 | ?                   |
|             | مؤسسة التمويل الدولية                     | 12 يوليو 1979     | 29 سبتمبر 1993      |
|             | الأمم المتحدة                             | 13 أكتوبر 1970    | 17 سبتمبر 1991      |
|             | مؤسسة التنمية الدولية                     | 29 سبتمبر 1972    | 11 أغسطس 1992       |
|             | منظمة حظر الأسلحة الكيميائية              | ?                 | ?                   |
|             | المركز الدولي لتسوية المنازعات الاستشارية | 10 سبتمبر 1977    | 7 سبتمبر 1997       |

## وصلات خارجية
- موقع وزارة الخارجية الفيجية
- موقع وزارة الخارجية اللاتفية